# Hội nghị thượng đỉnh BRICS lần thứ 16

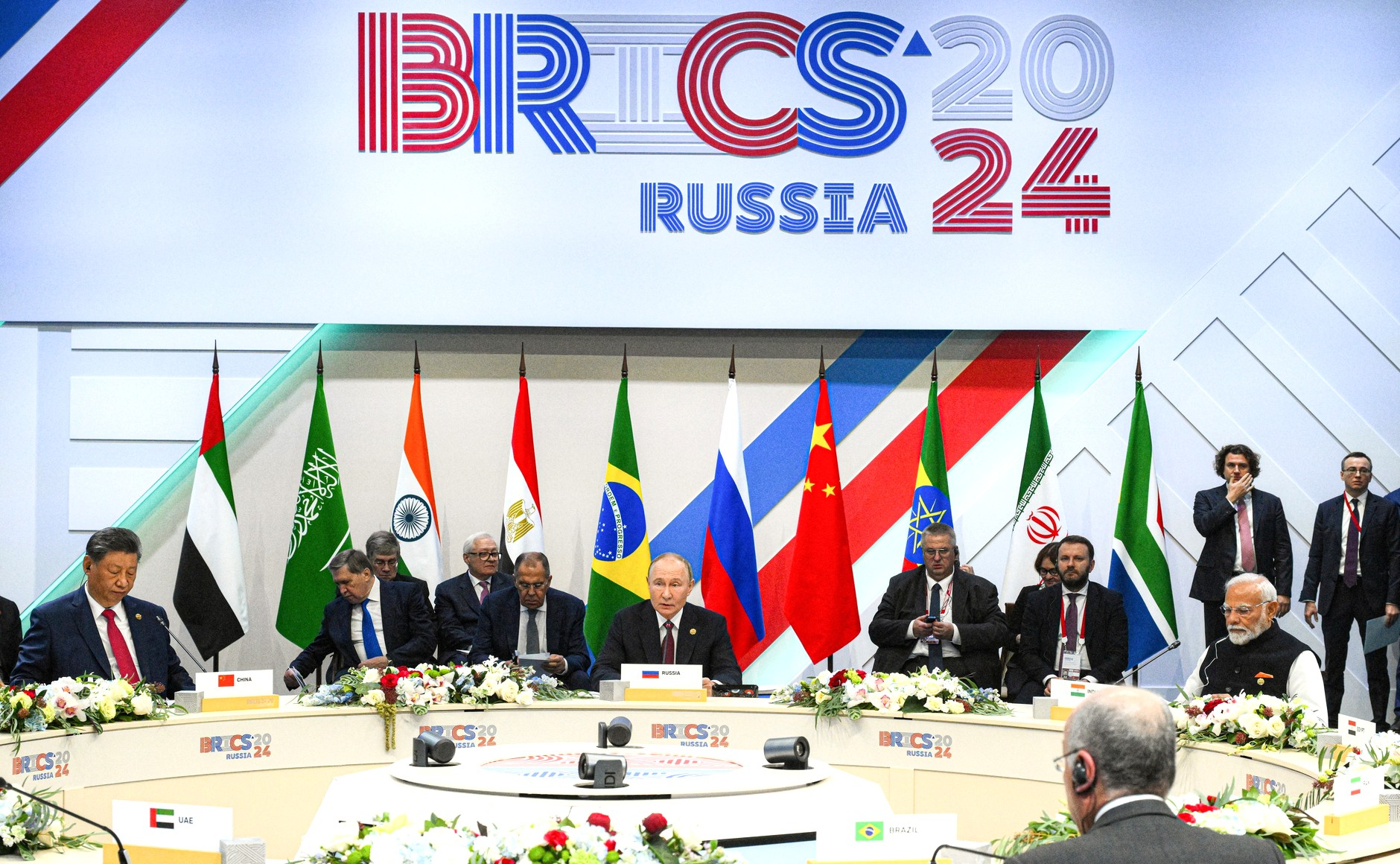
Hội nghị thượng đỉnh BRICS lần thứ 16 tại Nga

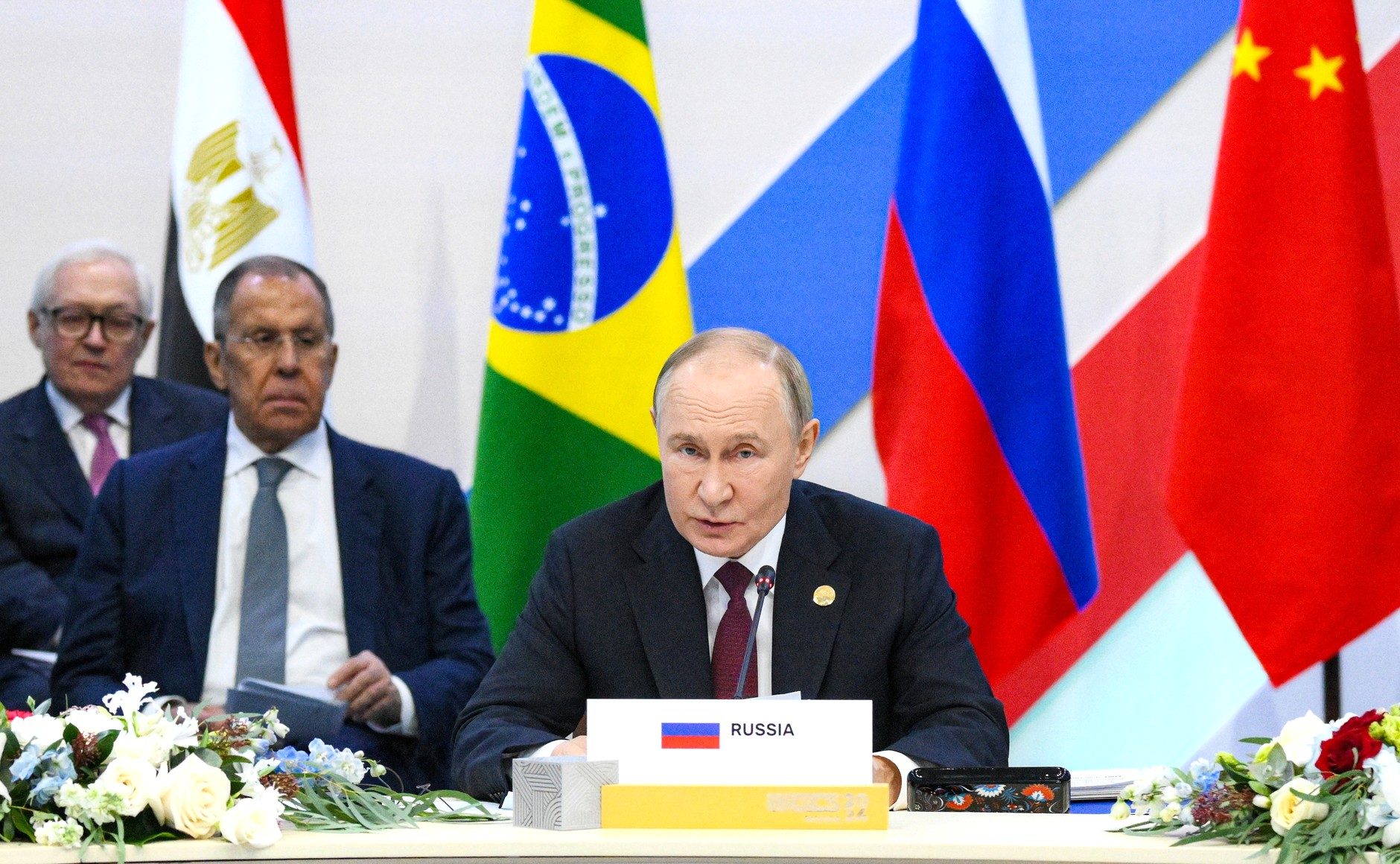
Tổng thống Nga Vladimir Putin chủ trì Hội nghị thượng định BRICS lần thứ 16

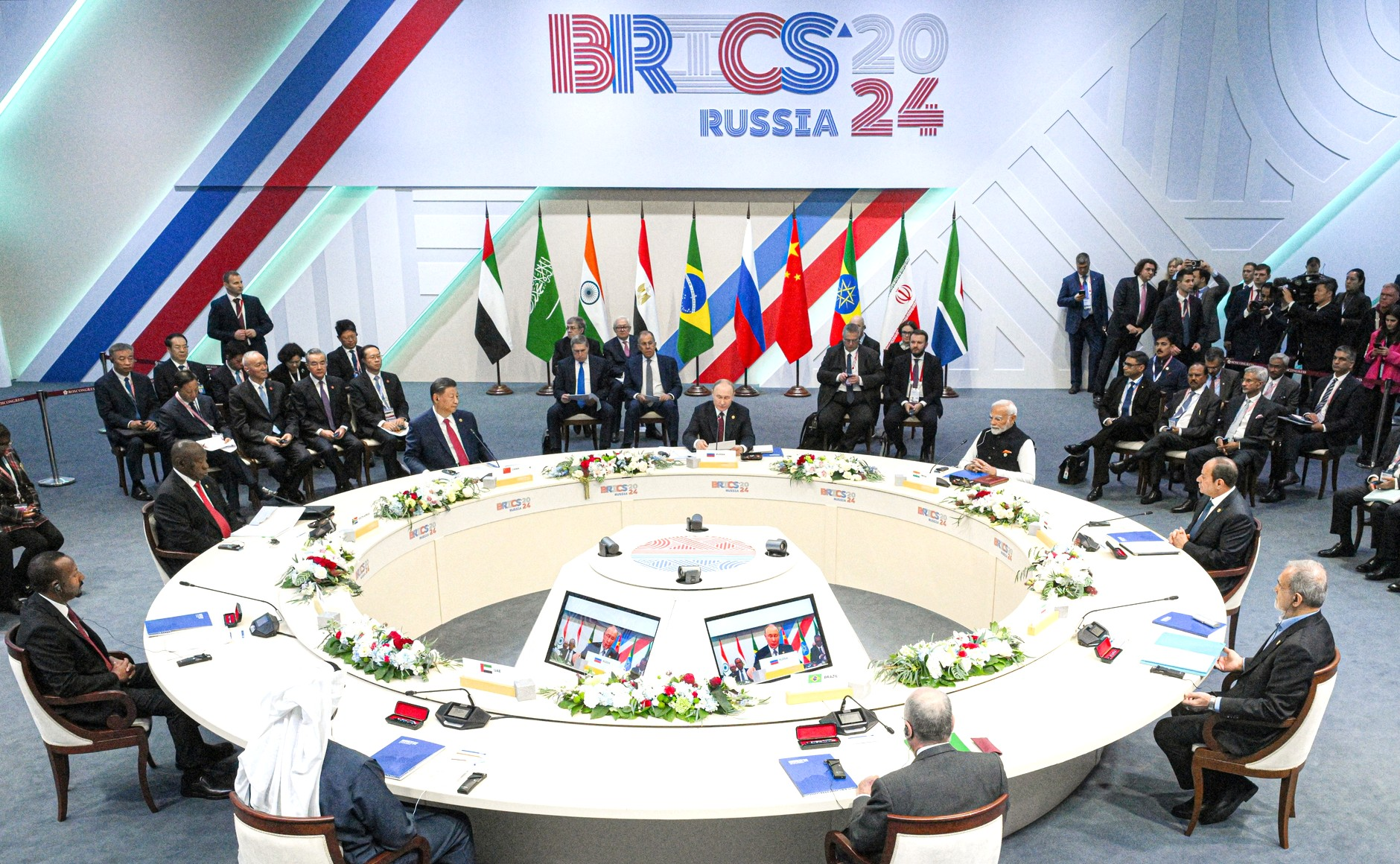
Hội nghị bàn tròn BRICS 16

Hội nghị thượng đỉnh BRICS lần thứ 16 (tiếng Anh: 16th BRICS summit) là hội nghị thượng đỉnh thường niên lần thứ mười sáu của khối BRICS, được tổ chức tại Kazan thuộc Nga dưới sự chủ trì của Tổng thống nước chủ nhà Vladimir Putin. Đây là hội nghị thượng đỉnh BRICS đầu tiên bao gồm Ai Cập, Ethiopia, Iran và Các Tiểu vương quốc Ả Rập Thống nhất làm thành viên, sau khi họ gia nhập tổ chức tại hội nghị thượng đỉnh BRICS lần thứ 15. Chủ đề của Hội nghị thưởng đỉnh lần thứ 16 là: “Tăng cường chủ nghĩa đa phương vì sự phát triển và an ninh toàn cầu công bằng”. 

## Tổ chức
Vào ngày 24 tháng 10 năm 2024, Nga đã đăng cai phiên họp toàn thể của Hội nghị thượng đỉnh BRICS lần thứ 16 theo định dạng BRICS Plus/Outreach, quy tụ các nhà lãnh đạo SNG (CIS), các đoàn đại biểu từ các nước châu Á, châu Phi, Trung Đông và châu Mỹ Latinh, cùng với người đứng đầu một số tổ chức quốc tế. Cả thảy 13 quốc gia đã được thêm vào làm quốc gia đối tác của BRICS bao gồm Algeria, Belarus, Bolivia, Cuba, Indonesia, Kazakhstan, Malaysia, Nigeria, Thái Lan, Thổ Nhĩ Kỳ, Uganda, Uzbekistan và Việt Nam. Chủ tịch của Cuba là Miguel Díaz-Canel đã được mời đến hội nghị thượng đỉnh nhưng đã phải ở lại Cuba do sự cố Cuba bị mất điện năm 2024, Tổng thống Serbia là ông Aleksandar Vučić không thể tham dự do chuyến thăm của các đại diện Liên minh châu Âu đến Serbia có sự xung đột. Cả Cuba và Serbia đều cử đại diện đến dự hội nghị thượng đỉnh thay cho nguyên thủ quốc gia của mình. Đến dự Hội nghị thượng đỉnh lần này còn có Tổng thư ký Liên Hiệp Quốc Antonio Guterres mà giới truyền thông phương Tây cho rằng chuyến thăm này đã phá thế cô lập giúp Putin, được coi như chính danh hóa chế độ Matxcơva khi thăm một tổng thống đang bị Tòa án Hình sự Quốc tế (ICC) truy nã. 

## Quyết nghị
Các thành viên BRICS đã giới thiệu một hệ thống thanh toán mang tên BRICS Pay được thiết kế để tạo điều kiện thuận lợi cho các giao dịch tài chính và trao đổi thông tin tài chính giữa các ngân hàng trung ương của các quốc gia đối tác, đóng vai trò là giải pháp thay thế cho hệ thống liên ngân hàng phương Tây SWIFT. Hệ thống này sẽ tạo điều kiện thuận lợi cho việc thanh toán quốc tế. Tuyên bố chung Kazan của khối BRICS đã được thông qua. Các quốc gia BRICS ủng hộ việc cải cách Liên Hợp quốc và Hội đồng Bảo an và sự tham gia đầy đủ của Nhà nước Palestine vào Liên hợp quốc, tùy thuộc vào giải pháp hai nhà nước. Các quốc gia khối BRICS đã nhất trí thảo luận và điều tra tính khả thi của việc tạo ra một hệ thống thanh toán và lưu ký xuyên biên giới tự chủ được xem là do chủ nhà Nga cổ xúy cho xu thế phi đô la hóa. Các bộ trưởng tài chính của các quốc gia BRICS sẽ tiếp tục đánh giá việc sử dụng tiền tệ quốc gia, công cụ thanh toán và nền tảng trong nhiệm kỳ Chủ tịch sắp tới và sẽ báo cáo về kết quả thực hiện. 

## Chú thích

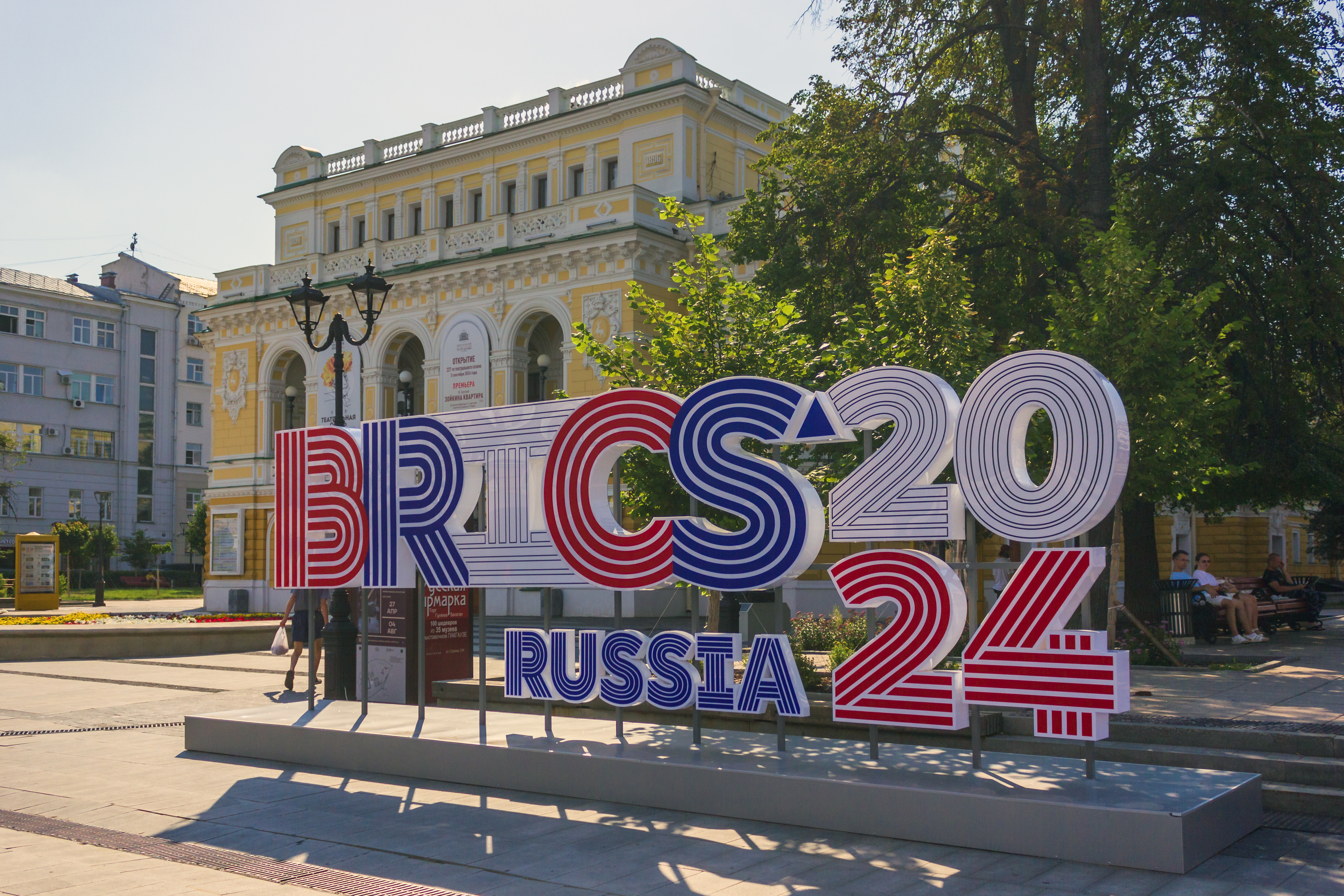
Địa điểm tổ chức hội nghị tại Nizhny Novgorod